# Julio Rojas Buendía
Julio César Rojas Buendía (San Agustín, San Juan Nepomuceno, 28 de junio de 1958-Barranquilla, 20 de junio de 2016) fue un abogado y músico colombiano, acordeonero de música vallenata y dos veces rey del Festival de la Leyenda Vallenata en 1983 y 1994.

## Familia
Julio Rojas residía en la ciudad de Baranquilla, Atlántico, casado con Karina Díaz Cañas, de cuya unión nacieron cuatro hijos que llevan como legado su primer nombre Julio Alejandro, Julio Alfonso, Julio Mario y Julio César Rojas Diaz.

## Trayectoria
Rojas Buendía nació en San Juan Nepomuceno, Bolívar, el 29 de julio de 1959, pero vivió en Barranquilla desde su adolescencia. A la edad de 13 años aprendió a tocar el acordeón de forma autodidacta. Por medio de un amigo, quien era guacharaquero del cantautor Diomedes Díaz, Rojas visitó por primera vez Valledupar a los 17 años de edad y desde entonces empezó a relacionarse en el ambiente musical vallenato.

### Festival de la Leyenda Vallenata
Entre sus primeras presentaciones en público con su acordeón figura el acompañamiento que Rojas le hizo al compositor de música vallenata Octavio Daza en el año 1978, quien saliera ganador del concurso de la "Canción Inédita" del XI Festival de la Leyenda Vallenata con su tema Río Badillo.
En 1980 ocupó el segundo lugar, detrás del también acordeonero Elberto "El Debe" López en el Festival de la Leyenda Vallenata. La gesta la repetiría en 1981 cuando fue finalista pero el ganador del ese año fue Raúl "El Chiche" Martínez. Al siguiente año, en 1982 logró el tercer puesto, siendo el ganador el acordeonero Eliécer Ochoa.
Rojas Buendía fue ganador en dos ocasiones del Festival de la Leyenda Vallenata. El escritor y Premio Nobel de Literatura, Gabriel García Márquez hizo parte del jurado que le otorgó la corona de Rey Vallenato en 1983 por primera vez. Lo acompañaron a coronarse Rey Vallenato el cajero Danny Castilla y el guacharaquero Ramón Bertel, con quienes interpretó los ritmos:
- Olvídame: ritmo paseo del juglar Leandro Díaz
- El cordobés: ritmo merengue de Adolfo Pacheco
- Pena y dolor: ritmo son de Alejandro Durán
- Cuando el tigre está en la cueva: ritmo puya de Juan Muñoz.

El acordeonero Ovidio Granados, ocupó el segundo lugar y mientras que Emilio Oviedo, el tercero. También fueron jurados el periodista Enrique Santos Calderón, el acordeonero Miguel López, el compositor Leandro Díaz y Rafael Rivas Posada. Los acordeoneros Andrés Landero y Náfer Durán fueron declarados "fuera de concurso".
Por el apellido Buendía, García Márquez le bromeó a Rojas, que él debía ser uno de los últimos descendientes de los personajes ficticios Buendía que protagonizan su novela laureada Cien años de soledad. Desde entonces Julio Rojas Buendía fue el acordeonero favorito del Nobel, que se encargaba de amenizar sus reuniones cuando visitaba la ciudad de Cartagena.
Al ganar su primera corona de "Rey Vallenato", Rojas abandonó sus estudios de Comercio Exterior en la Universidad del Norte en Barranquilla.
En 1987 volvió a presentarse al concurso "Rey de Reyes" del Festival de la Leyenda Vallenata, quedando semifinalista, siendo escogido como ganador el acordeonero Nicolás Elías "Colacho" Mendoza.
En 1994 por segunda vez obtuvo el título de "Rey Vallenato" de acordeón categoría profesional del Festival de la Leyenda Vallenata, acompañado del cajero Luis Reyes y el guacharaquero Edwin Machuca, interpretaron:
- Olvídame: ritmo paseo de Leandro Díaz
- La penita: ritmo merengue de Leandro Díaz
- Pena y dolor ritmo son de Alejandro Durán
- La mujer buena: ritmo puya de su propia autoría (Julio Rojas).

Ante el empate en puntos con el otro contrincante, Rojas interpretó el tema Ojos negros, en ritmo son, también de su propia autoría, para ganar el título.
En 1997 participó en el concurso Rey de Reyes, segunda generación, pero no llegó a la final. Gonzalo Arturo "El Cocha" Molina se alzó con el título de "Rey de Reyes".

### Otros festivales
Rojas fue rey del Festival aficionado y profesional de San Andrés Isla; dos veces rey en el festival Nacional de Acordeoneros de San Juan Nepomuceno, dos veces ganador en Chinú, rey sabanero en Sincelejo, Sucre, rey del Festival Cuna de Acordeones en Villanueva (La Guajira), Rey del Festival del Tigre de la Montaña en El Difícil, Magdalena, y del Rafael Orozco en Bogotá, además de participaciones destacadas en concursos internacionales en Venezuela y en Varadero, Cuba.

### Grabaciones
Entre sus éxitos sobresalen: Pena y dolor, Tristeza, Volvieron, La espina, María espejo, El juramento, Levántate María, Divino despertar, El  Acacio e Indiferencia, con Ricardo Maestre; Mejor que me olvides, con Miguel Herrera; Bendita juventud y Si no peleamos, con Enaldo Barrera. Su canción más exitosa fue pena y dolor, interpretada por Ricardo Maestre, canción que obtuvo un disco de oro por sus ventas millonarias. 
Julio Rojas grabó más de 20 producciones musicales con Gustavo Bula en el año 1978, grabó un álbum titulado "Por Encima de Todo" en la que se destacan canciones como la Niña Aquella; Lizardo Bustillo (1980, un álbum); Ricardo Maestre (1983-1987, cinco álbumes); Miguel Herrera (1988 y 1989, dos álbumes); Joaco Pertuz (1990 y 1993, dos álbumes); Luis Vence (1994 y 2007, dos álbumes); Luis ‘Lucho’ Flores (1997, un álbum); Enaldo Barrera (1998 y 1999, dos álbumes); Marcos Díaz (2001, un álbum); Wálmer Tordecilla (2004, un álbum); Julio Rojas (2008, con cantantes invitados; 2013, un especial con cuatro canciones; y 2014, con su voz y acordeón); y Poncho Zuleta (2016, un álbum) y Finalmente estaba grabando con el maestro Adolfo Pacheco Anillo una producción musical del cual hay 8 canciones.
Rojas también realizó giras musicales en Portugal, Francia y España junto al compositor vallenato Adolfo Pacheco Anillo.
Rojas acompañó al grupo argentino Pimpinela en 1995 en la grabación del álbum De corazón a corazón.

### Julio Rojas, entre el acordeón y los estudios de Derecho
A partir de 2010 Rojas estuvo retirado temporalmente de la música para adelantar estudios de Derecho en la Universidad Simón Bolívar de Barranquilla.

### Anécdota de Julio Rojas y Gabriel García Márquez
“Cuando Julio fue al Festival en 1983, uno de los jurados fue Gabriel García Márquez. Acababa de ganarse el Nobel, así que todo estaba revolucionado con su llegada. Gabo propuso que para conocer más sobre la música que iba a juzgar, deberían invitar a todos los participantes para que tocaran, entonces invitaron a todos menos a Julio. Ese hombre corrió y corrió pero llegó tarde a esa presentación, donde estaba La Cacica, Consuelo Araújo; Gabo y Escalona, que ya lo conocía. Julio se acercó al escritor y le dijo ‘maestro, me presento, soy Julio Rojas Buendía’. Le mostró la cédula. Entonces Gabo le dijo, “aléjate de mí con ese apellido porque si ganas van a decir que ganaste por el parentesco (con los Buendía de Cien años de Soledad)”. Efectivamente Julio ganó, pero por su talento y porque todos consideraron que era el mejor, y de ahí empezó una bonita amistad con Gabriel García Márquez”, relata Aníbal Teherán (periodista).

## Muerte
A la edad de 57 años, Julio Rojas falleció en Barranquilla, durante la madrugada del 20 de junio de 2016, a causa de un paro cardíaco.
La noche anterior, el 19 de junio, Rojas Buendía había sido homenajeado en la Plaza de la Paz de Barranquilla, durante el cierre del XV Festival Distrital de Música de Acordeón, y en el que también estuvo presente Adolfo Pacheco. Las últimas canciones que interpretó al lado de Adolfo fueron algunas de los temas que les dieron fama; El tropezón, El viejo Miguel y Mercedes. Rojas llegó al evento sintiéndose mal; con fiebre y sudor.
En el pasado Rojas Buendía había presentado problemas de salud relacionados al corazón y había sido operado cuatro veces a corazón abierto y se preparaba para una quinta intervención quirúrgica.

## Discografía
Discografía de Julio Rojas:
- 1978: Por encima de todo: con Gustavo Bula.
- 1980: Somos: con Lizardo Bustillo.
- 1983: Volvieron con Ricardo Maestre.[19]
- 1984: Soy el rey con Ricardo Maestre
- 1984: La fiesta del año vol. 5 con Ricardo Maestre
- 1985: Mensaje de cariño con Ricardo Maestre
- 1985: Alma enamorada con Ricardo Maestre
- 1987: No hay quinto malo: con Ricardo Maestre
- 1988: La pareja ideal vol. 1 con Miguel Herrera.
- 1989: La pareja ideal vol. 2: con Miguel Herrera.
- 1990: Especiales con Joaquín "Joaco" Pertuz.
- 1991: Fiesta Vallenata vol. 17 con Ricardo Maestre
- 1992: Viva el vallenato: con Joaquín "Joaco" Pertuz.
- 1993: El congo y la voz: con Joaquín "Joaco" Pertuz.
- 1994: Corona de espinas: con Luis Vence.
- 1995: De corazón a corazón junto al dúo Pimpinela (tema: Se va, se va).
- 1997: (álbum) con "Lucho" Flores.
- 1997: 100 años de vallenato
- 1999: Quédate conmigo con Enaldo Barrera.
- 1999: A pesar de todo con Enaldo Barrera.
- 1998: Una buena pareja con Enaldo Barrera.[20]
- 2001: A pesar de todo con Marcos Díaz.
- 2004: (álbum) con Wálmer Tordecilla.
- 2005: Como tú quieras solo Julio Rojas.
- 2007 Festival Vallenato 40 años: con Luis Vence.
- 2008: El Bi-Rey Vallenato, Julio Rojas y sus amigos: Julio Rojas con cantantes invitados Jorge Oñate, Poncho Zuleta, Peter Manjarrés, Beto Zabaleta, Silvio Brito, Farid Ortiz, Ivo Díaz, Miguel Herrera, Álex Manga, Héctor Zuleta García, Andrés Alfonso Zuleta, Otto Serge y Enrique Díaz.[21]
- 2013: (álbum): un especial con cuatro canciones
- 2014: (álbum): Julio Rojas con su voz y acordeón.
- 2016: Mis clásicos preferidos: con el cantante Poncho Zuleta.
- 2016: Montes de María: con Adolfo Pacheco.

## Composiciones
- Soy el rey
- Pórtate bien
- ¿Para qué fingir?
- Viva Barranquilla
- Piénsalo bien
- Viva la vida
- Tanto que sufrí
- Mis penas
- El guayabo
- El pobre Julio
- Volveré
- La picardía

## Televisión
Julio Rojas fue contratado como actor para programa ícono del humor del Caribe colombiano Cheverísimo de Telecaribe. y aparece en un capítulo de la serie don Chinche en 1983.